# Fernand Dorais
Pour les articles homonymes, voir Dorais.
Fernand Dorais, né le 8 mars 1928 à Saint-Jean-sur-Richelieu et mort le 16 janvier 2003 à Saint-Jérôme, est un enseignant canadien, militant pour la culture franco-ontarienne.

## Biographie
Fernand Dorais fait des études à l'Université de Montréal, à l'Université Columbia de New York et à la Sorbonne à Paris. Il enseigne au Collège Sainte-Marie de Montréal de 1955 à 1958 et au cégep Lionel-Groulx de 1967 à 1969, pour ensuite s’établir à Sudbury. Il est professeur de littérature à l'Université Laurentienne jusqu'en 1993. 
Durant ses années d'enseignement à Sudbury, il est un des mentors d'un groupe d'artistes et/ou d'étudiants de l'Université Laurentienne. Ce groupe est responsable de plusieurs manifestations culturelles telles que La Nuit sur l'étang, Coopérative des artistes du Nouvel-Ontario ou encore du Théâtre du Nouvel-Ontario. Avec Germain Lemieux, il milite pour l'étude de la littérature franco-ontarienne à l'Université Laurentienne.
Fernand Dorais meurt le 16 janvier 2003 à l'âge de 74 ans à la résidence des jésuites à Saint-Jérôme, au Québec.

## Œuvres
- 1963 : Mon babel, Essai, Montréal, Éditions HMH,
- 1970 : Un temps des poètes a-temporel. À propos d'un livre de Gilles Marcotte: Le temps des poètes, Relations, septembre,
- 1984 : Entre Montréal ...et Sudbury, Pré-textes pour une francophonie ontarienne, Éditions Prise de parole,
- 1990 : Témoins d'errances en Ontario français : réflexions venues de l'amer, Le Nordir,
- 1995/1997 : Entre Montréal ...et Sudbury. Pré-textes pour une francophonie ontarienne, Cahier Charlevoix Éditions Prise de parole,
- 2011 : Le recueil de Dorais, volume 1 – Les essais, Éditions Prise de parole
- 2014 : Le recueil de Dorais, volume 2 – Les trois contes d'androgynie, Éditions Prise de parole
- 2016 : Le recueil de Dorais, volume 3 – Mémoire d'un religieux québécois, 1928–1944, Éditions Prise de parole